# Stauntonia obovatifoliola
Stauntonia obovatifoliola là một loài thực vật có hoa trong họ Lardizabalaceae. Loài này được Hayata miêu tả khoa học đầu tiên năm 1919.